# Maurice Porot
Maurice Porot est un psychiatre français.

## Biographie
Il est le fils du psychiatre Antoine Porot.
Il enseigne à Alger de 1958 à 1962, puis à Clermont-Ferrand 1965 à 1982 (professeur titulaire de la chaire de clinique psychiatrique et de psychologie médicale à la Faculté de médecine de Clermont-Ferrand).

## Ouvrages
- Conseils aux parents d'un adolescent difficile.
- L'enfant et les relations familiales.
- Beethoven et les malentendus, 1986, avec Jacques Miermont.
- Problèmes psychiques posés par les greffes et prothèses, 1990[2].
- L'enfant de remplacement, 1994[3].